# Автошлях Т 2104
Автошлях Т 2104 — територіальний автомобільний шлях в Україні, Харків — Старий Салтів — Вовчанськ — Білий Колодязь — Приколотне — пункт контролю Чугунівка. Проходить територією Харківського, Вовчанського і Великобурлуцького районів Харківської області.
Починається в місті Харків, проходить через селище Кутузівка, села Шестакове, Федорівка, смт. Старий Салтів, села Металівка, Революційне, Лосівка, Симинівка, селище Цегельне, місто Вовчанськ Т 2108, смт Білий Колодязь, селище Лозова, смт Приколотне, села Вільхуватка, Чугунівка та закінчується на кордоні з Росією.
Загальна довжина — 116,6 км.

## Історія
У 2018—2019 році на автошляху тривали роботи з відновлення дорожнього полотна. При цьому найбільш інтенсивні роботи проводились біля Вовчанська.